# セクロピア
セクロピア (Cecropia; ケクロピアと表記することもある) は新熱帯区に自生する雌雄異株の木本植物の1属で、特異な系統をなす。同属には2005年時において61種が種認定されている。セクロピアは、新熱帯区においてパイオニア植物として多かれ少なかれ熱帯雨林の一角を占めており、またその大部分がアリ植物として知られている。バーグ Berg およびロッセリ Rosselli の唱える説によると、セクロピアは通常とは異なる際立った特徴を有している。具体的には
- 花序全体が開花まで苞にすっぽり覆われていること。
- 葉柄基部にある托葉の表面に毛の密生した部分があり、そこからミュラー体(フードボディとも)というアリが好んでエサとする小粒を分泌すること。
- 開花すると葯は切り離されること。

セクロピアは、アリの生態におけるその役割や、アリとの共生についてはよく研究されている 。分類学上の位置づけについては議論の余地があり、過去にはケクロピア科、イラクサ科、クワ科に分類されたりした。現在は被子植物真正双子葉類(コア真正双子葉類バラ類真正バラ類I)バラ目イラクサ科にケクロピア亜科 Cecropiacean が置かれている。
セクロピアは中南米原産であり、現地の熱帯雨林構成樹の一つとしてもっともよく知られている樹種である。属名のセクロピアは古代ギリシア、アテナイの伝説上の初代国王、ケクロプスにちなんでいる。原産地では俗にヤルモ (yarumo) とか ヤグルモ (yagrumo) 、特に外見が良く似たウコギ科フカノキ属 Schefflera と区別するときには　ヤグルモ・エンブラ "yagrumo hembra" すなわち〈雌ヤグルモ〉と呼び習わされる (対するフカノキ属樹木はヤグルモ・マーチョ "yagrumo macho" 、つまり〈雄ヤグルモ〉などと呼ばれる)。英語では両属ともにパンプウッド (pumpwood, ただし特に C. schreberiana という種のみを指すために用いられる場合もある)、もしくはそのままセクロピアと呼び習わしている。スペイン語圏の中央アメリカ、メキシコ、カリブ諸国、コロンビア、エクアドルではもっぱら通俗名として“グアルモ”(guarumo) を使用している 。
日本ではアリ植物としての性質から、かつてアリノスノキと云う和名が付けられたことがあったが、2013年現在この呼び名は廃れており、セクロピア、もしくは原産地名と同じヤルマと呼ばれる。

## 分類
分類は主観的なものなので、セクロピア属の場合もさまざまな異なる視点から分類されてきている。セクロピア属の分類学上の位置づけは長年にわたって何度も変更されてきた。以下に2例を挙げるが、後者が現在学者にもっとも広く支持されている。

### クロンキスト体系
この分類は現在では古典になりつつあるが、いまなおこの分類を使用した文献がある。
| 界   | 植物界       | Plantae         |
| 亜界 | 維管束植物   | Tracheobionta   |
| 上門 | 種子植物     | Spermatophyta   |
| 門   | 被子植物門   | Magnoliophyta   |
| 綱   | 双子葉植物綱 | Magnoliopsida   |
| 亜綱 | マンサク亜綱 | Hamamelidae     |
| 目   | イラクサ目   | Urticales       |
| 科   | ケクロピア科 | Cecropiaceae    |
| 属   | セクロピア属 | Cecropia Loefl. |

### APG植物分類体系
この分類は最新とされており、広く支持されている。
| 界       | 植物界           | Plantae         |
| 階級なし | 維管束植物       | Tracheobionta   |
| 階級なし | 種子植物         | Spermatophyta   |
| 階級なし | 被子植物         | Angiospermae    |
| 階級なし | 真正双子葉類     | Eudicots        |
| 階級なし | コア真正双子葉類 | Core eudicots   |
| 階級なし | バラ類           | Rosids          |
| 階級なし | 真正バラ類I      | Eurosids I      |
| 目       | バラ目           | Rosales         |
| 科       | イラクサ科       | Urticaceae      |
| 属       | セクロピア属     | Cecropia Loefl. |

## 分類の歴史
セクロピアはマルクグラーフ Marggraf (1648)と、その特徴を記した図像を表したピソ Piso (1658)により発見され、新種認定された 。1759年に属を新設しセクロピアと命名したのはレーフリング Loefling (1758)である 。リンネ Linnaeus はヤツデグワ Cecropia peltata を種認定および命名し、さらには多くの種を同種とみなした 。さらにヴィルデノウ Willdenow が C. palmate を命名し、またさまざまな種を同種に種認定した。その後10年の間にベルトローニ Bertoloni (1840)、マルティウス Martius (1841)、リープマン Liebmann (1851)らによって種が追加されていった。この当時の標本は、ごく当たり前に多数種が混ざっており、それゆえ問題だったのだが、多くのセクロピア・コレクションにおいて解決に至らず、今日まで継続している。続いてヘムズリー Hemsley (1883)、リヒター Richter (1897)、ドネル・スミス Donnell Smith (1899)、ラスビィ Rusby (1907, 1910)、フーバー Huber (1910)、ロビンソンRobinson  (1912年)、ピティエ Pittier (1917)、ベイリー Bailey (1922)によって多数が種認定されており、スネトラーゲ Snethlage (1923, 1924)が個人で最多数の種を種認定している。さらには、バーネット Burret (1924)、ミルドレッド Mildbread (1925, 1933)、スタンリー Standly (1929, 1940)、マクブライド Macbride (1937)、ディールス Diels (1941)、スタンリーおよびシュタイヤーマルク Steyermark (1944)、およびスタンリー及びウィレムス Williems (1952)により種が追加されていった。
エングラー Engler (1964)は樹皮の様子からセクロピア属をイラクサ目クワ科に位置づけた。その後、胚珠と雌しべが単一心皮から形成されているように見える花の特徴に基づき、アオイ上目イラクサ目イラクサ科に移された。しかしながら、バーグ Berg (1978)は本属独自のケクロピア科を新設し、そこへ移した。さらに研究が進展し、系統学データが利用可能になった後本属は再びイラクサ科へと戻された。

## 解説
セクロピアは大きな円(直径30-40cm)が掌状に裂けた(7-11裂)特徴的な葉から、他の木と簡単に見分けがつく。ふつうはあまり枝を出さず、燭台のような樹形となる。葉のない枝は他の(葉のある)木から目立つので、コスタリカではこうしたセクロピア林の間隙で、しばしばミユビナマケモノが簡単に見つかる。バーグとロッセリは以下のように明言している。枝は多くの場合芽生えのころに、最初の単葉の葉腋(またはその反対側)に形成されはじめる。多くの場合苞が形成されるころにこの単葉も伸び始めるが、(苗の芽が切られたりしなければ)枝の成長は阻止される。その後の成長中に形成された葉や原初の単葉の葉腋では、1-2本を越えた数の苞及び芽は形成されない。C. garciae 及び C. hispidissima の枝は 0.5-1mの高さに萌出し、樹幹上方に対し鋭角に分岐する。ほとんどのセクロピア属樹木では枝は樹幹上方に対して鈍角に分岐し、その樹冠は雨傘状になる。
形態学から見ると、セクロピアの樹高は、ほとんどが5-15mの低木もしくは中高木である。だが数種(C. distachya, C. herthae, C.insignis, および C.sciadophylla )は40m相当とずっと高くなる。また一方で C.ulei などはほぼ5mに満たない 。この変化の程度は生育環境と樹齢に起因する可能性が高い 。
ケクロピア科植物には不定根を有する特徴があり、セクロピアの場合はこれが支柱根となっている。これは湿地や川べりに生育する大木にごく普通に見られる特徴でもある 。セクロピアはふつう多くの蔓を有するが、たいていそれを伸ばしきることはない 。ほとんどの種は幹や枝には節があり、節間には白っぽい髄が詰まっている 。この節は樹上性のアステカアリの営巣地となる 。
枝が切られたら、漿液、種によっては粘液質の汁が分泌され、それらは空気にさらされると黒変する 。アリの営巣と草食性昆虫幼虫の食害及び占拠を阻止するため、頂芽と上の方の節間は粘液で満たされる 。葉の多くついた枝をロウ状物質の層で覆い、そのため枝を青っぽくしてしまう種もある 。
バーグとロッセリはセクロピアに認められる6種類の糸状体を詳細に解説している。各々に関する詳細な情報は彼らの論文に散見される。それらは以下の通りである。
1. 太い単細胞毛
2. 細い単細胞毛
3. 多細胞毛
4. 鍾乳体毛
5. パール腺（パール体とも）
6. ミュラー体

セクロピアの部位、具体的には托葉、仏炎苞と小葉の主脈は、赤い色素を有している 。色素の集中する部位は同じ種でさえも変化があり、集積度により緑、青っぽく、ペールピンク、臙脂、黒紫色へと遷移し、ほぼ真っ黒になることすらある 。色は経年により退色することもあり、均等に、または、縦縞を描くパターンで沈着することもある 。
成長したセクロピアは大きな楯状葉となり、辺縁部においてほぼ円形となる 。小葉は葉柄に取り付いており、葉脈は葉柄から放射状に出ている。それら主脈の間が切開され小葉となる 。葉の裂片もしくは小葉の数は、5〜20以上と多様となる 。

### 類似種
ポロウーマ・バイカラー Pourouma bicolor は、裏白で小葉が傘上に広がる大きな葉や、支柱根を有するなど、セクロピアに外観が非常に似ている。この 2種の相違点は、以下のとおり。
1. 葉柄はセクロピアのように葉の中心ではなく、むしろ葉の基部に付く。
2. ポロウーマの小葉は先端が頂点の三角形となるいっぽうで、ほとんどのセクロピアの小葉は丸い。

## 生息地および分布
61種のうち 40-50% の種がアンデス山脈の山腹や山麓に自生し、そのほとんどがコロンビアとエクアドルの国境を中心とするアンデス北部に分布する 。アンデス地域は産する種数の多さから分布の中心とみなされており、さらに低地性の 25% の種がアンデス東部・西部の丘陵地帯に産する。残りの約25%の種がアンデス以外の地域に分布する。セクロピア属の分布地図はバーグとロッセリにより 2005年に記された記事 に紹介されている。ほとんどのセクロピアは低地の湿潤地ないしは熱帯雨林産で、標高1300mまでに分布している。続く標高1,300-2,000mの範囲は山地性の種が占め、標高2,000-2,600mの雲霧林では高山性の種が発見されている。多くの種は生息可能な標高域の幅が狭く、雨季に水浸する河畔、岩だらけの斜面、湿地、(山火事などで)自然にならされた、もしくは人工的に開発された空き地など特定の生息地に特化した生態的地位にある種もある。
セクロピア属各種は 原生林におけるギャップにおいて最ありふれたパイオニア植物である。その地理的分布は、メキシコの太平洋岸と大西洋岸を北限として中南米森林に延びており、0〜2600mの標高域で見出せる。セクロピアは、原産地以外の新熱帯区森林においても最もありふれた先駆種でもある。本属各種は新熱帯区においては在来種であるものの、そこから持ち出され他地域において外来種として繁栄している。新熱帯区内においてさえ、人の手の入った湿潤な平野の開発地では、セクロピアの木は至るところに生えてくる侵略者と化している。
セクロピア・パキスタキア C. pachystachyaとヤツデグワ C. peltata はシンガポール、カメルーン、ジャワ、マレーシア、コートジボワール、フランス領ポリネシアとハワイを含む旧世界において侵略的外来種とされている。とりわけセクロピア・ペルタータは世界侵入種データベースにおいて世界の侵略的外来種ワースト100に挙げられているほどである。 1902年にシンガポール植物園に移入されたヤツデグワは、1960年代に同地に移入されたセクロピア・パキスタキアとともに、瞬く間にシンガポール国内中にはびこった。同種は、他花から受粉せずとも発芽可能な種子を結実させられる、果実が果実食性の鳥に好まれておりそのフンにより散布される、移入地において天敵を欠いている、と云った要因により侵略的外来種として成功している。

## 生殖
セクロピアは、雄花と雌花が別々の木に咲く、いわゆる雌雄異株の木である。果実は、楕円、(亜)倒卵形または(亜)卵形に肥満した子房に包まれる痩果である 。果皮は多くの種では結節に覆われているが、滑らかな種もある。種子は五年以上生存が可能で、十分な日光と必要な温度変化が起きれば発芽する 。十分に成長したセクロピアの木は、百万の種子を結実させることができ、このことが当属を生態系において重要な位置に押し上げている。この事実はまた、しばしば当属果実を鳥、オオコウモリ、サル、オポッサム、さらに魚などの果実食性動物の主食に仕立てる。

### 受粉と種子散布
雄花と花序の特徴‐すなわち風により可動する垂れ下がった花序、または分離により葯が動けるようになると云う副次効果は、花粉を散布するための特殊な適応であり、どちらも風による受粉に適している 。乾燥と、振動によりたやすく散布される事実は、風媒に最適となる。セクロピアにおいては風媒による受粉が主となっているが、小さな甲虫やハエ目昆虫も授粉を手助けできる。新熱帯区においては、オオハシなどの鳥類が短果序種の種子散布を手助けしている一方で、コウモリは長果柄種や長花序種と関わっている。一方河川の近くに成長する種は、通常水に落ちた種子を魚が運んでいる。

## 保護
セクロピア属全種は、どれも絶滅の危機に瀕してはおらず、それゆえいまのところ特別な保護活動はなされていない。その個体数は一時的に森林やギャップや空白域の増加に伴い増加する 。

## エコロジー

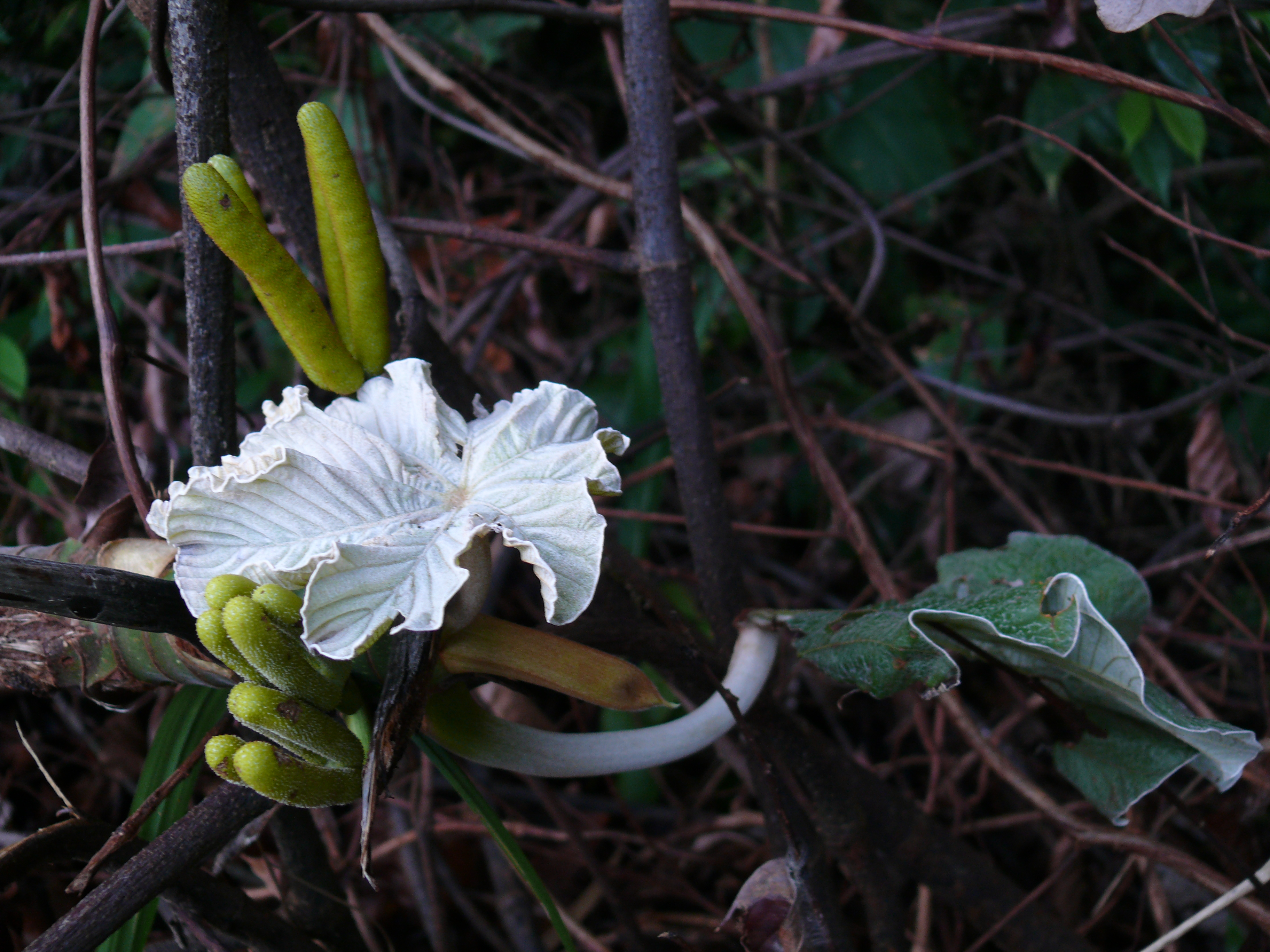
セクロピアの幼樹　フランス領ギアナクールーにて

セクロピアには、ヒトリガ科の1種 Hypercompe icasia を含む、いくつかのチョウ目幼虫の食草となっている種がある。なお実験動物として著名なセクロピアサン Hyalophora cecropia は北米産で生息地を異にしており、特に深い関係はない(ただしセクロピアサンの幼虫には特定の食草がなく、カエデ、カバノキ、リンゴなど多様な木の葉を食べる)。またナマケモノがこの植物の葉や芽を主食としているのもよく知られている。しかし、多くの草食動物はこの植物を食べようとはしない。セクロピアはそのほとんどがアリ植物で、ドリコデリアーネ亜科 dolichoderine アステカ属 Azteca のアリが住み着いている。彼らは宿主植物を食べようとする相手から必死にそれを守りとおす。この共生はダニエル·ジャンツェン Daniel Janzen などの生物学者によって広く研究されてきた。
セクロピアの果実はスネークフィンガー(ヘビの指)の名で知られており、ジャマイカフルーツコウモリ Artibeus jamaicensis 、ビヘラコウモリ属 Carollia 各種のようなコウモリや、セアカリスザル Saimiri oerstedii、鳥類ではキムネチュウハシ Pteroglossus viridis 、サンショクキムネオオハシ Ramphastos sulfuratus、テツバシメキシコインコ Aratinga aurea、ハゲノドスズドリ Procnias nudicollis、特にナイン・プライマリード・オサインズ nine-primaried oscines 各種などを含む多くの果実果汁食性動物の主食となっている。いずれにせよ、種子は正常に消化されないので、こういった動物は重要な種子の運び屋となる。鳥のなかには、一例を挙げるとハイイロタチヨタカ Nyctibius griseus などセクロピアの木へ営巣する種がある。プエルトリコアメリカムシクイ Dendroica angelae はセクロピアの葉を巣材に用いることが知られており、これは他のアメリカムシクイ科には見られない。

### パイオニア植物
セクロピアは新熱帯区の湿潤低地や山地森林における主要な先駆樹である。これらの木は、アメリカ熱帯雨林の広領域における生態系の特徴であり、場所によっては優占樹種となっていると推測される。活動的に急成長し、漿果をならす木は様々な動物から喜んでエサとして受け入れられているが、一方で森だった場所をならした草地や、人間の活動により伐採された場所へ真っ先に出現しそこを占拠するパイオニア植物の傾向が見られる。ブラジルでシルバーセクロピアと呼ばれるセクロピア・ホロレウカ Cecropia hololeuca は、銀色の葉が見栄えする観賞用植物で、造園や都市計画に使用される。類似種であるセクロピア・パキスタキア C. pachystachya も同様な事例に用いられる。
温室効果の実験が、セクロピアのうちギャップ及びパイオニア植物の性質を示す種を用い日照及び栄養条件を違えて行われてきた 。であるが、数種( C. maxima, C. tacuna, C. teleabla, C. telenitida )は、森林中にて均等に生えるような、先駆種の特徴を示さなかった 。パイオニア植物としてのセクロピアは空き地で発生し、比較的急速な成長を遂げ、その葉はあまり長持ちしないので、長時間の日照を必要とする 。マッキーの理論によれば、これらの先駆種は、本来の成長がより遅く、葉も長持ちする種よりもパール体をよく成熟させ、ミューラー体の成熟を二の次にする傾向がある。あまり日の射さない(つまり通常よりも日陰になる)ギャップでは、アリ植物として特色のあるセクロピアが発見されている。

### アリ植物
セクロピアはしばしば生物防衛の一形態としてアリ植物と呼ばれる性質を見せることがある。
D.W.ダビッドソンは「セクロピアは、世界中に数あるアリ植物の中でも他の追随を許さない、真のアリ植物である」と述べ、当属の該当種をそこへ含めている。セクロピア属中のアリ植物の比率は、少なく見積もってもエサとなるミュラー体を生産する種全てが含まれるので、属中種の圧倒的多数(80％)を占める。非アリ植物であるセクロピアは、生息環境にアリが生息しない高山もしくは島嶼に分布する種に限られる。
アリ植物とは、アリが食害から木を保護し、木がアリのための棲家や食糧を提供し、結果木にアリのコロニーが形成される共生関係を指す。アリはセクロピアの木を草食性の天敵から保護するだけでなく、つる植物など他の植物の侵略からも防御する。これは、種内、種間および地理的条件により変化する場合がある。セクロピアへの営巣が見られる主なアリは、アステカ属アリのそれぞれ異なる種である。アステカ属は新世界に分布しており、もっとも繁栄している地域は熱帯域低地である。ダビッドソンが2005年に著した記事 の221ページの表1は、セクロピアと共生関係を結ぶアリを種毎、地理的分布毎に挙げている。
アリとセクロピアは共進化してきたと考えられる。これはすなわち、それぞれの種が他によって及ぼされる選択圧に応答して、1つ以上の形質をお互いに進化させてきたことを意味する 。互いに進化させて相互に順応した形質の例は、女王と働きアリによる繊毛とミュラー体両方の認識と使用である 。

## 人間との関係
セクロピアの材は主に楽器や道具の持ち手を作るために地元の人々によって使用される。現地では、フルートやギターは一般的にセクロピアの材からできている 。加えて、材はマッチの軸木や、安価な箱、玩具、模型飛行機や筏に加工される。かつては材からの紙の製造も試みられたが、脂が強すぎパルプに適さなかった。樹皮の繊維はねじってロープにでき、このロープから弦とハンモックが製造されている 。また、樹皮は革なめしにも利用でき、葉は紙やすりの代用品として使用できる。
セクロピアの生木の主要な用途は、土壌浸食が発生しやすい地域への植林である。木は土壌の2、3の条件を満たせば、非常に急速に成長する。この木は土壌を維持するので、木が伐採跡へ植林されることで、新たなバイオマスも形成されるし、その後そこへ他の種類の植物を植林もできる。バーグとロッセリは葉の煎剤は、強心剤や、喘息、肺炎、糖尿病の治療薬、利尿剤として用いられていると述べた。葉の粉末はパーキンソン病の対症療法に使用され、根の抽出物は傷や湿疹を治すために使用されている 。さらにレッド・セクロピア C. glaziovii にはラットの抗うつ活性が確認されている 。
先住民はセクロピアを食用、薪、そして本草学に用いる。また、文化的な意義を持つ種もある。トリニダード・トバゴでは、ヤツデグワ C. peltata の根は噛まれたうえで、毒蛇に噛まれた犬に応急手当に用いられている。南アメリカ西部では、葉を燃やした灰をコカの葉を焙煎し粉末としたそれと混ぜ、頬と舌の下の歯茎の間に配置し、軽度の覚せい剤 ypadu に用いられる 。

## 主な種

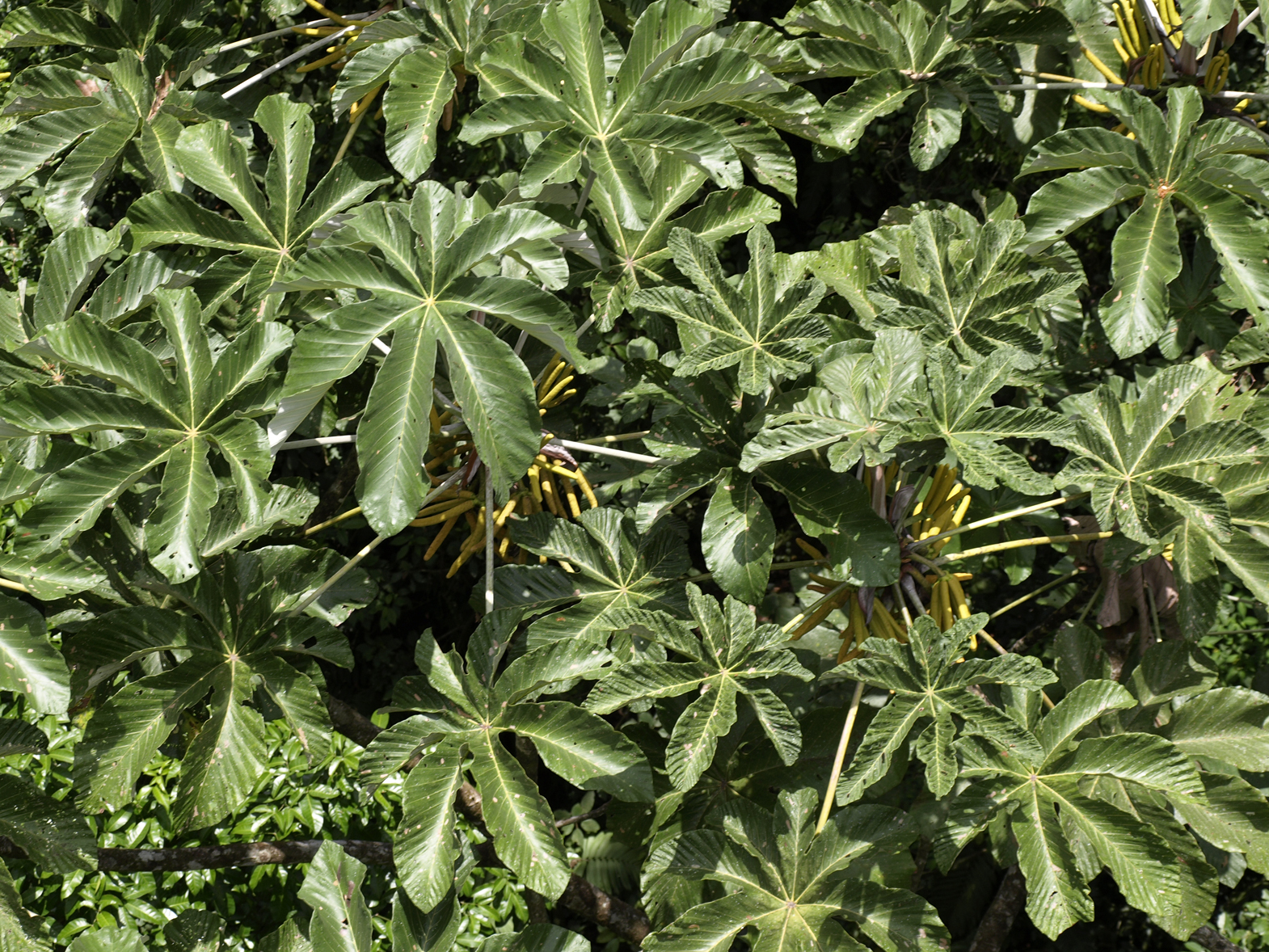
セクロピア・インシグニスCecropia insignis の群葉

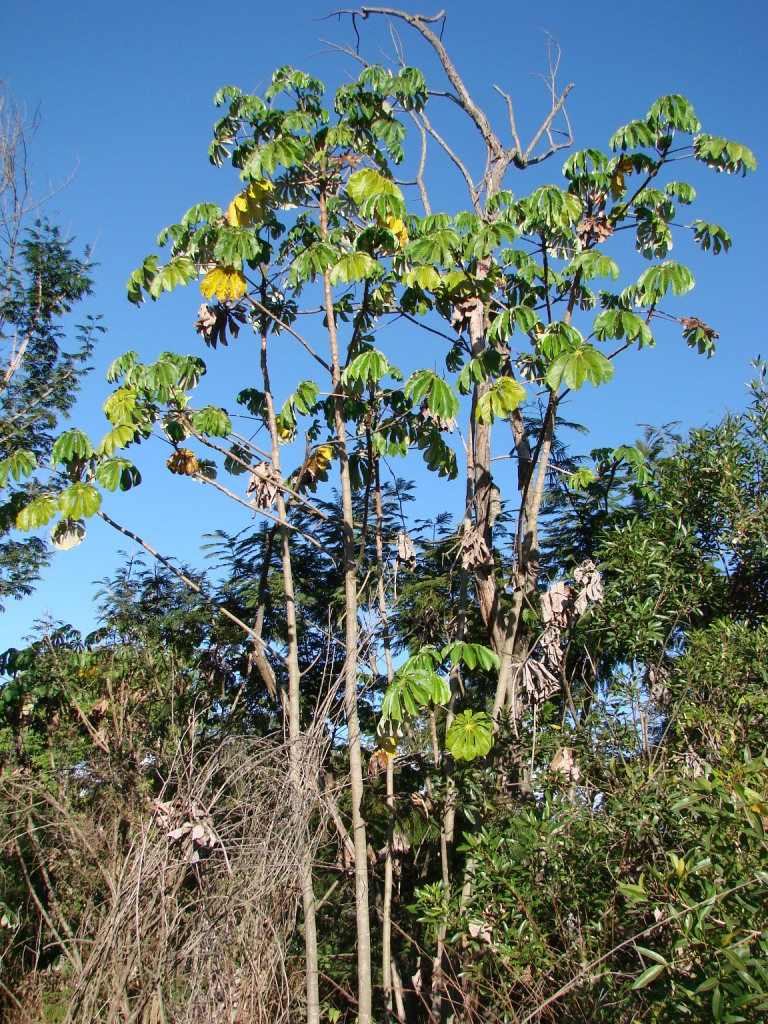
セクロピア・パキスタキア Cecropia pachystachya

- Cecropia concolor Willd.
- Cecropia glaziovii Snethl. – Red Cecropia
- Cecropia hololeuca Miq.
- Cecropia insignis Liebm.
- Cecropia longipes
- Cecropia lyratiloba Miq.
- Cecropia maxima
- Cecropia maxonii
- Cecropia multiflora
- Cecropia myrtluca
- Cecropia obtusifolia
- Cecropia pachystachya Trécul – Ambay Pumpwood, ambay (= C. adenopus)
- Cecropia palmata Willd. - 西インド諸島でヤルマ（yaluma）、ブラジルポルトガル語で imbauba と呼ぶ[14]。
- Cecropia pastasana
- ヤツデグワ Cecropia peltata L. – Shield-leaved Pumpwood, bois canôt, "trumpet tree",
- Cecropia pittieri
- Cecropia polyphlebia
- Cecropia polystachya Trécul
- Cecropia schreberiana Miq.
  - Cecropia schreberiana ssp. antillarum (Snethl.) C.C.Berg & P.Franco (= C. antillarum)
  - Cecropia schreberiana ssp. schreberiana
- Cecropia sciadophylla Mart.
- Cecropia tubulosa
- Cecropia utcubambana
- Cecropia velutinella